# 丁以此

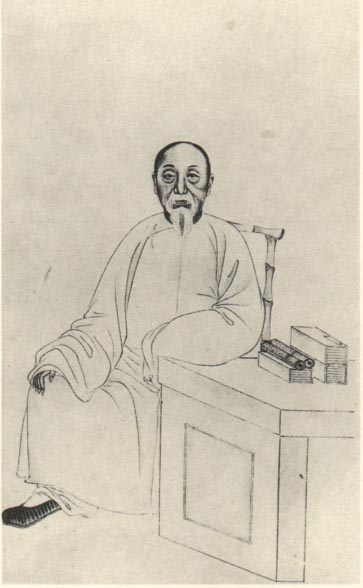
《清代學者象傳》之丁以此

丁以此（1846年—1921年），字竹筠，一字竹君，山東日照人，清朝文學家，丁惟汾之父。
早年從學于许瀚入奎峰书院，后以教私塾謀生，以資助其子從事革命活動。著有《毛诗正韵》，深受章太炎、劉師培、黃侃等人讚賞。